# ويليام هارت (رسام)
ويليام هارت (بالإنجليزية: William Hart)‏ هو رسام أمريكي، ولد في 31 مارس 1823 في بيزلي في المملكة المتحدة، وتوفي في 17 يونيو 1894 في ماونت فيرنون في الولايات المتحدة.